# Konnersreuth
Konnersreuth település Németországban, azon belül Bajorországban. Lakosainak száma 1868 fő (2023. december 31.). Konnersreuth Mitterteich, Pechbrunn és Waldsassen községekkel határos.

## Népesség
A település népessége az elmúlt években az alábbi módon változott:
| Lakosok száma | 838  | 1297 | 1932 | 1825 | 1869 | 1827 | 1784 | 1780 | 1708 | 1868 |
|               | 1875 | 1950 | 1975 | 1987 | 2012 | 2014 | 2016 | 2017 | 2021 | 2023 |